# 獅球嶺砲臺
獅球嶺砲台（英語：Shihciouling/Shih-chio-ling Fort）是位於台灣基隆市仁愛區獅球嶺的一處砲台遺址，始建於台灣清領時期，目前屬基隆市市定古蹟。

## 歷史

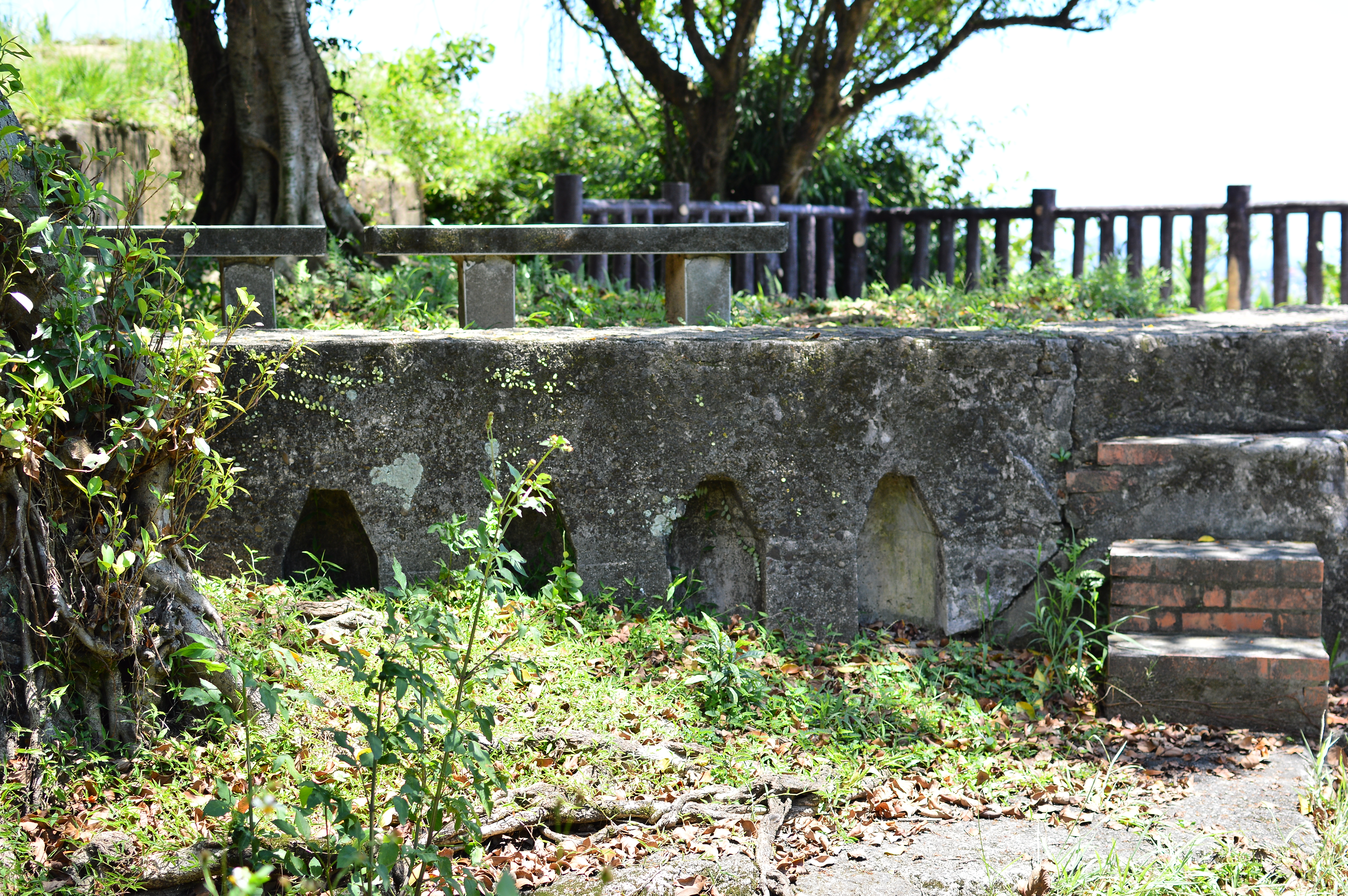
獅球嶺砲臺之砲座

獅球嶺砲台位居台灣東北角，亦是日本菲律賓航線的中點，往來船隻必須於此運補。因此，自十七世紀以來，外來殖民者西班牙与荷蘭、明鄭王朝、清朝、日本和中華民國都意識到獅球嶺砲臺的重要，並對之進行防禦建設。

### 清領時期
光緒時代之前，基隆的砲臺建築是為了應付敵人的襲擊而趕工，光緒元年（1875年）隨洋務推行的風潮，以及清國受到日本入侵刺激，對台軍事規畫改為「廣建洋式砲台」，獅球嶺砲臺則始建於清光緒十年（1884年），據傳為清國巡撫劉銘傳為鞏固海防，抵禦法軍入侵，聘英國技師所建，也是清國據守基隆通往台北盆地的最後一道防線。
同年（1884年），清國與法國因越南統治問題，而爆發中法戰爭。法國為避免戰線過長，後方補給不易，改以福建海域為主要戰場。福州、基隆遂淪為主要戰場。是時清國以劉銘傳親自前往督師，於獅球嶺指揮，以大砂灣砲臺為基地，對法展開攻擊。法軍李埤斯（Lespes）以側擊方式，猛轟基隆達二日，劉銘傳命大軍撤至水返腳（今汐止區），基隆港不久後即淪陷，獅球嶺砲台也因守軍撤離而失守，轉為法軍的防線要地，同年十二月底開始，清軍向獅球嶺發起多次反攻，但均未能成功奪回獅球嶺，直到法軍在久戰後感到不支，與清國簽約講和，乃退出基隆港。
光緒十九年（1893年），獅球嶺砲臺加裝火力配備為5吋英國前膛砲一尊。光緖二十年（1894年）的火力配置為12吋前膛加農砲及6吋加農砲各一門，成為扼守基隆港口、屏障台北盆地的重要軍事設施。

### 日治時期

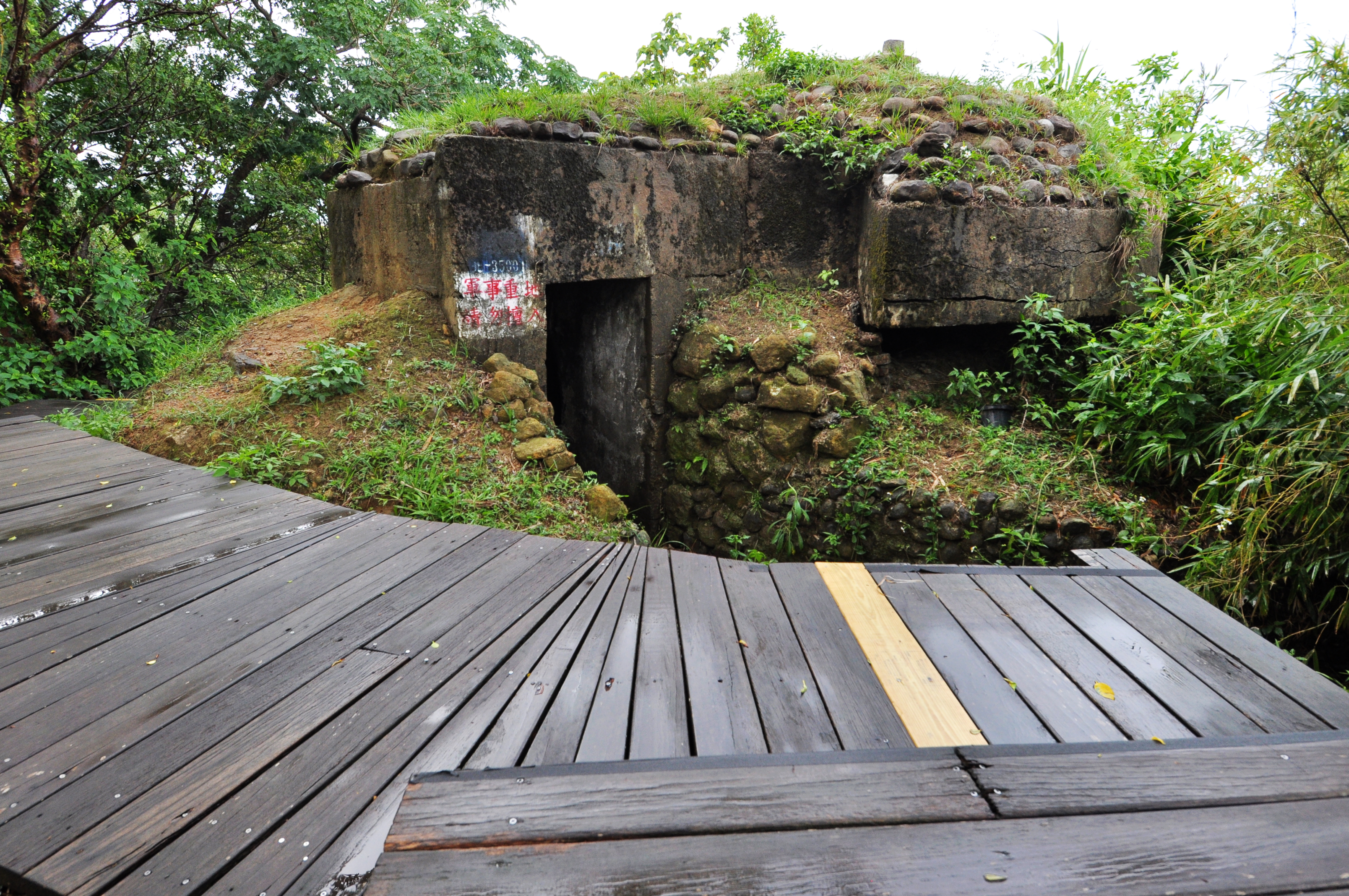
獅球嶺砲臺之石造指揮所

中日甲午戰爭後，光緒二十一年3月23日（1895年4月17日），清國與日本簽訂馬關條約，把福建台灣省割讓給日本。由於馬關條約讓渡協議事前並未徵得當地軍民共識，因此在4月29日（1895年5月23日）當地官紳發表了〈台灣民主國自主宣言〉，成立台灣民主國軍隊，發起了乙未抗日戰爭。清國之前在基隆港建立的要衝自然成為守軍抗日的主要憑藉。但日軍選擇在貢寮登陸，避開了守軍在基隆港的主力，使得當時大多的砲臺要衝無法發揮預期戰力。只有獅球嶺砲臺，恰好對著日軍登陸的地點轟擊日軍，使日軍進攻失利:139-140。
據日軍記載，1895年6月3日，日軍趁著守軍內部意見不合之際，攻克該據點。至此乙未抗日戰役終於落幕:139-140。日治初期，基隆港被規畫為足以取代淡水的商港，也計劃若戰事爆發，可以其優異的條件做為軍事的支援港。基隆要塞施工最早的紀錄為明治33年（1900年）3月興建木山砲台。然而獅球嶺不在整建計劃之列。直到日本明治42年（1909年）才在施工的计划中，比起其他基隆砲台要晚。
1934年到1945年，獅球嶺的火力有所變動，分別佈署2門加農砲及一門加農砲一門野砲。輔仁大學歷史學系許毓良推測是日軍利用前清陣地規劃的陣地，配有牽引式的大砲而沒有固定建築。這時代配置的火力已較先前強大，可以合乎海防的需求。
此外，在日俄戰爭中，日本也有特地強化基隆的各個砲臺，以防俄羅斯突襲臺灣。

### 二戰後
獅球嶺砲臺逐漸荒廢，喪失軍事功能，目前僅存石造指揮所、砲座與彈藥庫等多處遺跡，1985年8月19日，獅球嶺砲臺被指定為第二級古蹟，而後則改為市定古蹟，由於視野遼闊，近年獅球嶺砲臺附近也開發為公園，已成為民眾遊憩景點之一。

## 地理位置

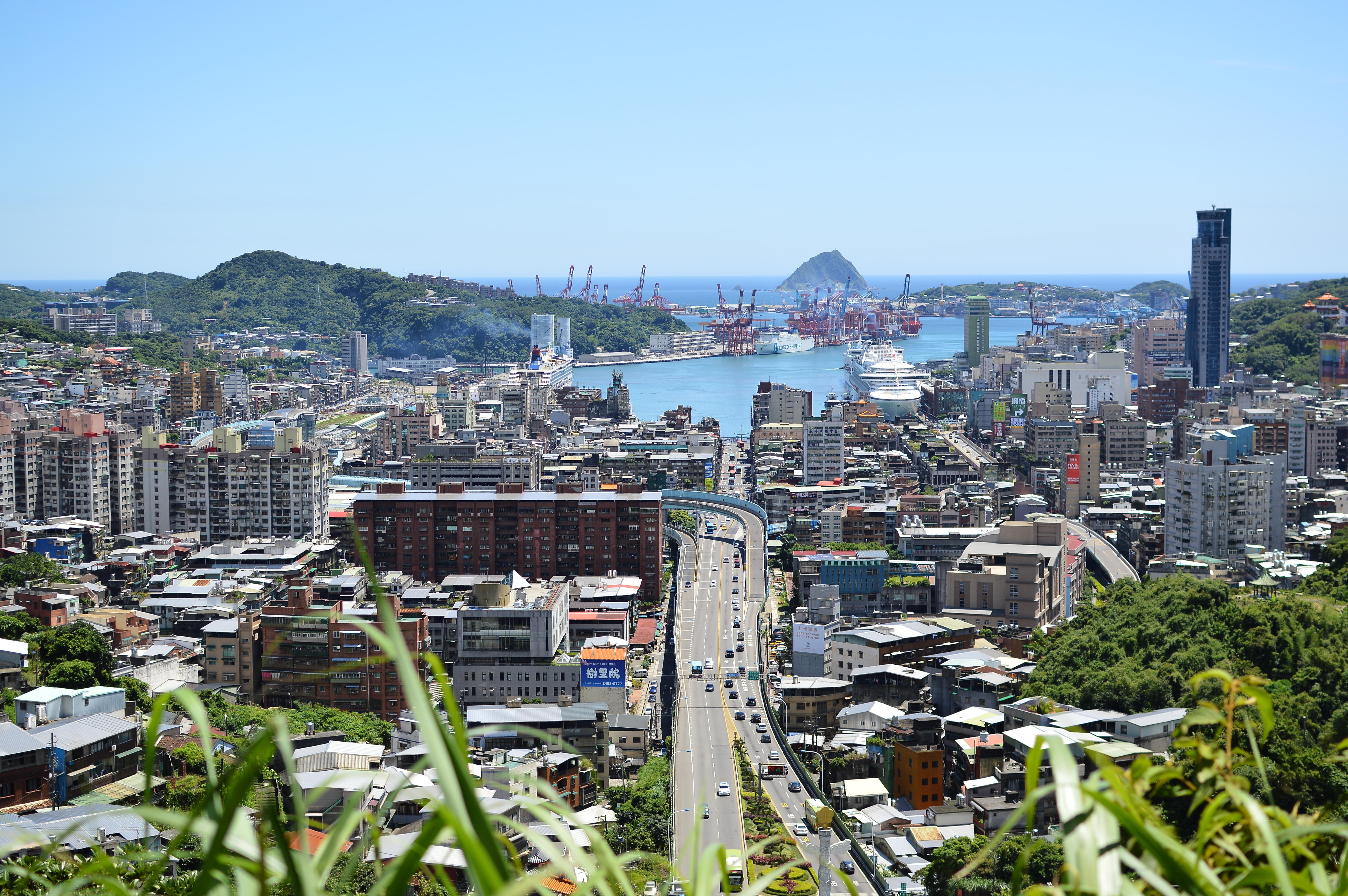
獅球嶺砲台展望之基隆市區

獅球嶺砲臺標高150公尺，位於基隆港南方，中山高速公路大業隧道上，因其地勢高且位居內陸，成為基隆港的重要防線，在此可俯瞰整個基隆市區，最遠時可見基隆嶼，能有效掌握整個港區船隻進出及移動狀況，前往砲臺可開車由中山高速公路北上，出基隆交流道後，右轉忠四路直行，再右轉成功路，過成功路橋後右轉可以抵達。

## 設施
獅球嶺砲臺格局為西、中、東三處區域。今日古蹟保存範圍以中砲台為主，西砲台和東砲台則淹沒在荒煙蔓草中，基隆市政府過去曾有整修計畫，希望能早日使砲台恢復全貌，周圍地區則有戰後時期所建造，目前已經廢棄的防空壕和碉堡。

### 中砲台
中砲台現僅存一座砲座、彈藥庫與石造指揮所，主材質皆是砂岩，配置方式是一字排開，營舍位於後方，牆角下設有尖拱形的貯彈孔。砲盤遺跡則呈扇狀平面，低處為大砲位置，稍高處原鋪設弧型軌道，其前方的胸牆內存有十個彈孔以供緊急發砲之用。至於放射型的凹槽則為排水溝，可見設計之精良。彈藥庫為回字型的雙重牆體，前有兩道拱門，開口朝南。
石造指揮所牆體以山岩及三合土築成，屋頂則為堅硬無比的鋼鐵水泥構造，內部設有房間及迴廊，牆厚約一公尺。

### 西砲台
西砲台位於中砲台距其2公里的砲台山的山頂上，有殘遺水泥碉堡、彈藥庫、小型營舍、和一處砲盤遺跡，目前部分區域被雜草遮蔽。在鄰近平安宮附近則有湘軍之墓，及西砲台略異的砲盤與庫房遺跡。

### 東砲台
東砲台位於獅球嶺山東側，大業隧道偏東側山坡上，在文獻中法軍稱之為鷹巢砲台，其營舍形式與大小，跟中砲台營舍非常接近，目前僅存遺跡僅留石砌庫房大門、砲盤、彈藥庫和觀測碉堡，當前全被雜草遮蔽，保存程度較差。

## 外部連結
- 行政院農業委員會水土保持局：獅球嶺步道（劉銘傳隧道）[]
- 國家文化資產網：獅球嶺砲台 （页面存档备份，存于）
- 國家圖書館 臺灣記憶：基隆市市定古蹟：獅球嶺砲臺調查研究與修復計畫
- 基隆旅遊網：獅球嶺砲台  （页面存档备份，存于）